# Slaheddine Guiza
 (janvier 2018).
Si vous disposez d'ouvrages ou d'articles de référence ou si vous connaissez des sites web de qualité traitant du thème abordé ici, merci de compléter l'article en donnant les références utiles à sa vérifiabilité et en les liant à la section « Notes et références ».
Slaheddine Guiza (arabe : صلاح الدين قيزة), né le 14 février 1940 à l'Ariana et décédé le 8 janvier 2014, est un joueur et entraîneur de football tunisien.

## Biographie

### Formation
Slaheddine Guiza obtient d'abord un brevet d'État au lycée Alaoui (1955) puis un baccalauréat en deux parties (première au lycée Alaoui en 1958 et seconde au lycée Carnot de Paris en 1959). Après des études préparatoires en physique et chimie à la faculté des sciences de Tunis (1960-1961), il suit des études d'ingénieur des travaux météorologiques de 1964 à 1967 ; il obtient une spécialisation en météorologie aéronautique à Paris en 1972, en météorologie maritime à Brest en 1973 et en méthodologie de la formation à Turin en 1981.

### Carrière professionnelle
D'abord enseignant de maths-physique au lycée mixte de Gafsa (1962-1963) puis prévisionniste aéronautique à l'aéroport international de Tunis-Carthage (1967-1969), il devient directeur du département de météorologie (1969-1988) et des transports (1972-1986) à l'École de l'aviation civile et de la météorologie (EACM). Instructeur (1969-1990) puis directeur de l'EACM (1988-1991), il est par ailleurs consultant international auprès de l'Organisation météorologique mondiale (1984).
En tant que directeur de l'organisation et de l'informatique au ministère du Transport (1991-2000), il assure sa mise à niveau, la qualité, le réseau interne et Internet, ainsi que la formation de tout le personnel sur le plan informatique.

### Carrière sportive

#### Joueur
Joueur de l'Espérance sportive de Tunis (EST), il obtient sa licence lors de la saison 1953-1954. Lauréat du concours du jeune footballeur (1954-1955), il dispute sa première coupe de Tunisie en tant que junior lors d'un match contre le Stade tunisien en 1956 (1-0). Finaliste en 1957 (match contre l'Étoile sportive du Sahel perdu sur le score de 1-0), il devient capitaine de l'équipe nationale des cadets et des juniors.
Le premier match qu'il dispute en tant que senior est organisé contre le Club africain le 24 novembre 1957. Il dispute ensuite le championnat durant les saisons 1958-1959, 1959-1960 et 1960-1961 et évolue dans les rangs de l'équipe nationale universitaire (1963). Il cesse alors ses activités sportives à l'EST, en raison de ses études supérieures en France, avant de les reprendre en 1968, à son retour en Tunisie, avec l'Association sportive de l'Ariana (ASA), le club de sa ville natale (1968-1970).

#### Entraîneur
Dans le même temps, il obtient un diplôme tunisien d'entraîneur (1er degré en 1968, 2e degré en 1969, 3e degré en 1970) et un brevet d'État français à Paris (1971) ; il suit des stages périodiques à Vichy durant les années suivantes avant de travailler pour divers clubs :
- Équipe de Tunisie de football
  - cadets et juniors (1974-1976)
- Association sportive de l'Ariana
  - seniors (1976-1977, 1979-1980)
  - juniors (1968-1970)
- Espérance sportive de Tunis
  - adjoint des seniors (1977-1978)
  - juniors (1972-1973, 1980-1986, 1988)
  - écoles (1971-1972)
- Najran Sport Club
  - seniors (1994-1995)

Il est aussi directeur technique des jeunes de l'EST (1977-1978, 1992-1994) et travaille durant une saison (1996-1997) à l'Association Mégrine Sport. Responsable du centre de formation de l'ELITE Football Academy (2006-2007), il préside sa commission de recrutement des jeunes, siège en tant que membre de sa commission de réflexion des seniors (2009-2010) et dirige son centre d'éducation et de formation (2010-2011).